# The Ringer
The Ringer er en amerikansk komediefilm fra 2005 instrueret af Barry W. Blaustein og med Johnny Knoxville i hovedrollen som Steve Barker der må lade som om han er handicappet så han kan vinde Handicap OL. Desuden medvirker Katherine Heigl og Brian Cox.

## Medvirkende
- Johnny Knoxville som Steve Barker
- Brian Cox som Gary Barker
- Katherine Heigl som Lynn Sheridan
- Jed Rees som Glen
- Bill Chott som Thomas
- Edward Barbanell som Billy
- Leonard Earl Howze som Mark
- Geoffrey Arend som Winston
- John Taylor som Rudy
- Luis Avalos som Stavi
- Leonard Flowers som Jimmy

## Ekstern henvisning
- The Ringer på Internet Movie Database (engelsk)
- The Ringer på Filmdatabasen
- The Ringer på Scope
- The Ringer i Svensk Filmdatabas (svensk)
- The Ringer på AlloCiné (fransk)
- The Ringer på MovieMeter (nederlandsk)
- The Ringer på AllMovie (engelsk)
- The Ringer hos American Film Institute (engelsk)
- The Ringer på Turner Classic Movies (engelsk)
- The Ringer på The Movie Database (engelsk)